# 藤石波矢
藤石 波矢（ふじいし なみや、1988年 - ）は日本の小説家。
栃木県出身。栃木県立鹿沼東高等学校、大正大学文学部表現文化学科創作・表現コース（現 表現学部表現文化学科クリエイティブライティングコース）卒業。東京ビジュアルアーツ映画学科卒業。第1回ダ・ヴィンチ「本の物語」大賞を受賞し、作家デビュー。2017年、『今からあなたを脅迫します』がドラマ化される。萩原慎一郎のベストセラー歌集である「歌集 滑走路」を原作とした映画のノベライズを担当し、2020年9月24日に発売予定である。

## 著作

### 小説
- 「初恋は坂道の先へ」単行本（KADOKAWA/メディアファクトリー）ISBN 978-4040667430　2014年5月16日
  - 文庫（KADOKAWA） ISBN 978-4041056141　2017年4月25日
- 「昨日の君は、僕だけの君だった」文庫（幻冬舎）ISBN 978-4344424111　2015年11月12日
- 「救ってみろと放課後は言う」単行本（KADOKAWA）ISBN 978-4041049822　2016年11月30日
- 脅迫屋シリーズ
  - 「今からあなたを脅迫します」文庫（講談社タイガ）ISBN 978-4062940283　2016年4月19日
  - 「今からあなたを脅迫します 透明な殺人者」文庫（講談社タイガ）ISBN 978-4-06-294081-8　2017年8月23日
  - 「今からあなたを脅迫します 白と黒の交差点」文庫（講談社タイガ）ISBN　978-4062940924　2017年10月19日
- 「撮影現場は止まらせない！　制作部女子・万理の謎解き」文庫（KADOKAWA）ISBN  978-4-04-106447-4 2017年11月25日
- 「時は止まったふりをして」文庫（新潮文庫nex）ISBN 978-4-10-180125-4　2018年6月1日
- 「小説 滑走路」単行本（KADOKAWA）ISBN 978-4041097939 2020年9月24日
- 「ネメシスII」文庫（講談社タイガ）ISBN 978-4-06-522825-8 2021年3月12日

### テレビドラマ
- ネメシス（2021年4月 - ） - 脚本協力[4]